# Långhundraleden
Långhundraleden var en av vikingatidens två vattenvägar till den viktiga centralplatsen Gamla Uppsala. Leden mynnar ut i Östersjön vid Tunaborgen i Österskär i Åkersberga. Den östra delen utgörs av Åkers kanal, som anlades på 1800-talet.
Vattennivån i den övre delen av leden låg högre än havet. På ett ställe fanns en ås som fungerade som en fördämning. Här var man därför tvungen att dra båtarna över land. Vid någon tidpunkt verkar det som om dammen brustit, med den följden att vattenleden inte längre nyttjades.
Man har hittat spår efter bebyggelse och mänsklig verksamhet på ett flertal platser längs leden. Bland de mest intressanta är spåren efter alla kungaval som skedde vid Mora stenar i Lagga utanför Uppsala. Från Magnus Ladulås till Kristian I var alla som ville bli kung i Sverige tvungna att väljas här.
I Husby Långhundra var leden smalare och här finns på ömse sidor om leden spår efter fästningar som antagligen skulle hindra fientligt sinnade fartyg att nå Uppsala.
Själva begreppet Långhundraleden är emellertid modernt och skapades av arkeologen Björn Ambrosiani 1961. Om Långhundraleden verkligen varit ett färdstråk under vikingatiden har på senare år ifrågasatts av många forskare som påpekat att man får gå tillbaka så långt som till bronsåldern för att finna en obruten vattenled längs denna sträcka. Idén om att det en gång funnits ett livligt trafikerat nät av uppländska vattenleder går för övrigt tillbaka på 1600-talsforskaren Olof Rudbeck d.ä.. 